# ヴィルヘルム5世 (ユーリヒ＝クレーフェ＝ベルク公)
ヴィルヘルム5世（Wilhelm V., 1516年7月28日 - 1592年1月5日）は、ユーリヒ＝クレーフェ＝ベルク公。ヴィルヘルム富裕公（Wilhelm der Reiche）と呼ばれる。ユーリヒ＝クレーフェ＝ベルク公ヨハン3世の嫡子としてデュッセルドルフで生まれた。姉アンナ（アン・オブ・クレーヴズ）はイングランド王ヘンリー8世の4度目の妃となった。

## 生涯
1539年から1543年にかけ、ヴィルヘルムは境を接するゲルデルン（ヘルレ）公国を、遠縁にあたるゲルデルン公カレルの継承者であるとして獲得した。これを不服とした神聖ローマ皇帝カール5世は、ゲルデルン公国の継承権は自分が優先されるとし、継承権を売り渡すよう命じたが、ヴィルヘルムは応じなかった。ヴィルヘルムはフランス王フランソワ1世と同盟を結び、カール5世に対抗する強力な後ろ盾を取り付け、その証として1541年、フランソワ1世の姪であるナバラ王女ジャンヌ・ダルブレと結婚した。
しかし、フランスが自分を支援するため指一本動かす気がないことを悟ったヴィルヘルムは、皇帝軍に圧倒されて降伏せざるを得なかった。1543年に結ばれたヴェンロー条約の結果、ゲルデルン公国とズトフェン公国はカール5世へ移譲され、ハプスブルク領ネーデルラントに組み入れられた。

## 子女
1541年にナバラ王女ジャンヌ・ダルブレと結婚したが、1545年に結婚無効とした。
1546年7月、カール5世の弟、ボヘミア王およびローマ王フェルディナント（後に帝位を継承）の娘マリアと結婚した。
- マリー・エレオノーレ（1550年 - 1608年） - プロイセン公アルブレヒト・フリードリヒ妃
- アンナ（1552年 - 1632年） - プファルツ＝ノイブルク公フィリップ・ルートヴィヒ（プファルツ選帝侯フィリップ・ヴィルヘルムの祖父）妃
- マグダレーネ（1553年 - 1633年） - プファルツ＝ツヴァイブリュッケン公ヨハン1世妃
- カール・フリードリヒ（1555年 - 1575年）
- エリーザベト（1556年 - 1561年）
- ジビュレ（1557年 - 1627年） - ブルガウ辺境伯カール夫人
- ヨハン・ヴィルヘルム（1562年 - 1609年） - ミュンスター司教、アルテナ伯、ユーリヒ＝クレーフェ＝ベルク公